# لمونی اسنیکت
لمونی اسنیکت (به انگلیسی: Lemony Snicket) نام مستعار نویسنده آمریکایی دانیل هندلر است. لمونی نویسنده درون داستانی و راوی مجموعه کتاب‌هایی است که زندگی بچه‌های بودلر را روایت می‌کند. در طول سریال، مشخص شد که لمونی دو خواهر و برادر دیگر به نام‌های جک و کیت اسنیکت دارد. هر ۳ خواهر و برادر در سنین پایین وارد وی‌اف‌دی شدند. برخی از کارهای دوران کودکی لمونی برای سازمان در مجموعه کتاب‌های بی‌نام لمونی اسنیکت توضیح داده شده است.

## لمونی اسنیکت کیست؟
دربارهٔ لمونی اسنیکت این را باید گفت که هیچ جا نمی‌شود چیزی دربارهٔ او یافت بجز خود کتاب‌ها و البته سایتش که آدرسش را در آخر این مطلب مشاهده می‌کنید. این سایت به زبان انگلیسی نوشته شده و هیچ وبلاگ یا سایت دیگری دربارهٔ او خبری نمی‌دهند. تنها اخباری که طی سال‌های جدید دربارهٔ او منتشر شده در کتابش مجموعه ماجراهای بچه‌های بدشانس در صفحات آخر یافت می‌شود که آن‌ها هم چیز زیادی دربارهٔ او نشان نمی‌دهند.
بسیاری از خواننده‌های کتاب اسنیکت، خبرهای مربوط به او و تحقیقاتش را باور می‌کنند. اما بسیاری او را یک شخصیت دروغین می‌دانند.

## داستان بئاتریس
طی کتاب‌های متمادی از مجموعه حوادث ناگوار که اسنیکت تمامی کتاب‌ها را به زنی به نام بئاتریس تقدیم کرده و هر دفعه پیغام عشق آلودی برای او گذاشته می‌فهمیم که او عاشق زنی است. در کتاب شروع ناگوار اسنیکت به کلمه مرده اشاره می‌کند و ما از همان ابتدا می‌فهمیم که عشق او مرده است که کنت الاف (شخصیت منفی داستان) او را در یک مهمانی در یکی از قرارگاه‌های مخفی وی‌اف‌دی از بالکن قرارگاه هل داده است.
در فصل چهارم کتاب زندگی‌نامه تأیید نشده که اسنیکت برای شناختن بهتر خود به مردم لقب‌های مختلفی بر روی خود می‌گذارد می‌توان به چیزهایی در مورد بئاتریس مرموز پی برد.
1. لمونی اسنیکت:داستان یک مرد یک زن و یک سازمان
2. لمونی اسنیکت:داستان یک مرد و یک زن و چند کبریت
3. لمونی اسنیکت:داستان یک مرد و یک زن و یک مرد دیگر

- شماره یک بیان می‌کند که این دو عضو سازمانی بودند (که به وی‌اف‌دی) اشاره می‌کند.
- بعدی بیان می‌کند که داستان آنها سرانجام به چند کبریت منجر می‌شود؛ یعنی بئاتریس بر اثر آتش‌سوزی مرده است.
- آخری بیان می‌کند پای مرد دیگری نیز در میان است که معلوم نیست موفق شده یا نه.
بالاخره می‌فهمیم بئاتریس کیست. هر چند این را هم با حدس می‌فهمیم. بئاتریس به احتمال زیاد مادر بودلرهای یتیم می‌باشد و آتش‌سوزی خانه بئاتریس همان آتش‌سوزی خانه بودلرها است. آن مرد دیگر نیز پدر آنها برتراند بودلر می‌باشد که چون در مقاله‌ای از روزنامه پانکتلیو این خبر اعلام شده که کلیه آتشسوزی‌های اخیر تقصیر لمونی اسنیکت است با مادر بودلرها ازدواج می‌کند. بئاتریس تا ابد در خاطر لمونی اسنیکت ماند و لحظه‌ای فراموش نشد. حتی در کتاب زندگی‌نامه تأیید نشده هم عکسی از مردی در بالای قبری بی‌نام و نشان ایستاده است.

### مجموعه حوادث ناگوار
مجموعه حوادث ناگوار مجموعه‌ای از سیزده رمان کودکان است، که توسط نویسنده آمریکایی دنیل هندلر با نام مستعار لمونی اسنیکت نوشته شده است این کتاب‌ها زندگی پرتلاطم خواهر و برادرهای یتیم ویولت، کلاوس و سانی بودلر را دنبال می‌کنند. پس از مرگ والدینشان در آتش‌سوزی، بچه‌ها تحت سرپرستی یک شرور قاتل به نام کنت الاف قرار می‌گیرند که سعی می‌کند ارث آنها را بدزدد و با کمک همدستانش باعث ایجاد فاجعه‌های متعددی می‌شود، زیرا بچه‌ها سعی می‌کنند فرار کنند. با پیشروی داستان، بودلرها به تدریج با اسرار بیشتری در اطراف خانواده خود و توطئه‌های عمیقی روبرو می‌شوند.

#### کتاب‌های مجموعه حوادث ناگوار
1. شروع ناگوار (۱۹۹۹)
2. سالن خزندگان (۱۹۹۹)
3. پنجره بزرگ (۲۰۰۰)
4. کارگاه مصیبت‌بار (۲۰۰۰)
5. مدرسه سختگیر (۲۰۰۰)
6. آسانسور قلابی (۲۰۰۱)
7. دهکده شوم (۲۰۰۱)
8. بیمارستان خطرناک (۲۰۰۱)
9. سیرک مرگبار (۲۰۰۲)
10. آبشار یخ‌زده (۲۰۰۳)
11. غار غم‌انگیز (۲۰۰۴)
12. خطر ماقبل آخر (۲۰۰۵)
13. پایان (۲۰۰۶)

#### کتاب‌های مکمل
1. شام غم‌انگیز[۸](۲۰۰۴)
2. نامه‌های بئاتریس ۲۰۰۶
3. ۱۳ راز تکان دهنده که ای کاش هرگز دربارهٔ لیمونی اسنیکت نمی‌دانستید (۲۰۰۶)
4. لمونی اسنیکت: زندگی‌نامه تأییدنشده (۲۰۰۷)
5. کتاب خالی
6. نمادهای بدنام
7. معماهای گیج‌کننده'

### همه پرسش‌های اشتباه
همه پرسش‌های اشتباه یک مجموعه کتاب چهار قسمتی برای کودکان و پیش‌درآمد مجموعه حوادث ناگوار نوشته لمونی اسنیکت است. این مجموعه به بررسی شاگردی اسنیکت در دوران کودکی در انجمن مخفی وی‌اف‌دی می‌پردازد و جهان داستانی معرفی‌شده در رمان شروع ناگوار، اولین کتاب از سیزده کتاب مجموعه حوادث ناگوار را گسترش می‌دهد.

#### کتاب‌های همه پرسش‌های اشتباه
1. کیه این وقت شب؟ (۲۰۱۲)
2. آخرین بار کی دیدیش؟ (۲۰۱۳)
3. الان نباید مدرسه باشی؟ (۲۰۱۴)
4. مگه امشب چه فرقی با بقیه شب‌ها دارد؟ (۲۰۱۵)

### آثار دیگر
1. ۱۳ کلمه
2. کودکی در آخور
3. ترب: حقایق تلخی که نمی‌توانید از آنها اجتناب کنید (۲۰۰۷)
4. لاتکه نم‌تواند فریاد زدن را متوقف کند (۲۰۰۷)
5. توده زغال سنگ  (۲۰۰۸)
6. آهنگساز مرده است (۲۰۰۹)